# Marine de la république du Congo
La Marine de la république du Congo è la componente navale delle forze armate dello Stato africano della Repubblica del Congo.
Creata dopo l'indipendenza del Paese dalla Francia nel 1960, la Marina congolese è una forza piccola dotata solo di unità leggere per il pattugliamento delle ridotte coste nazionali.

## Storia

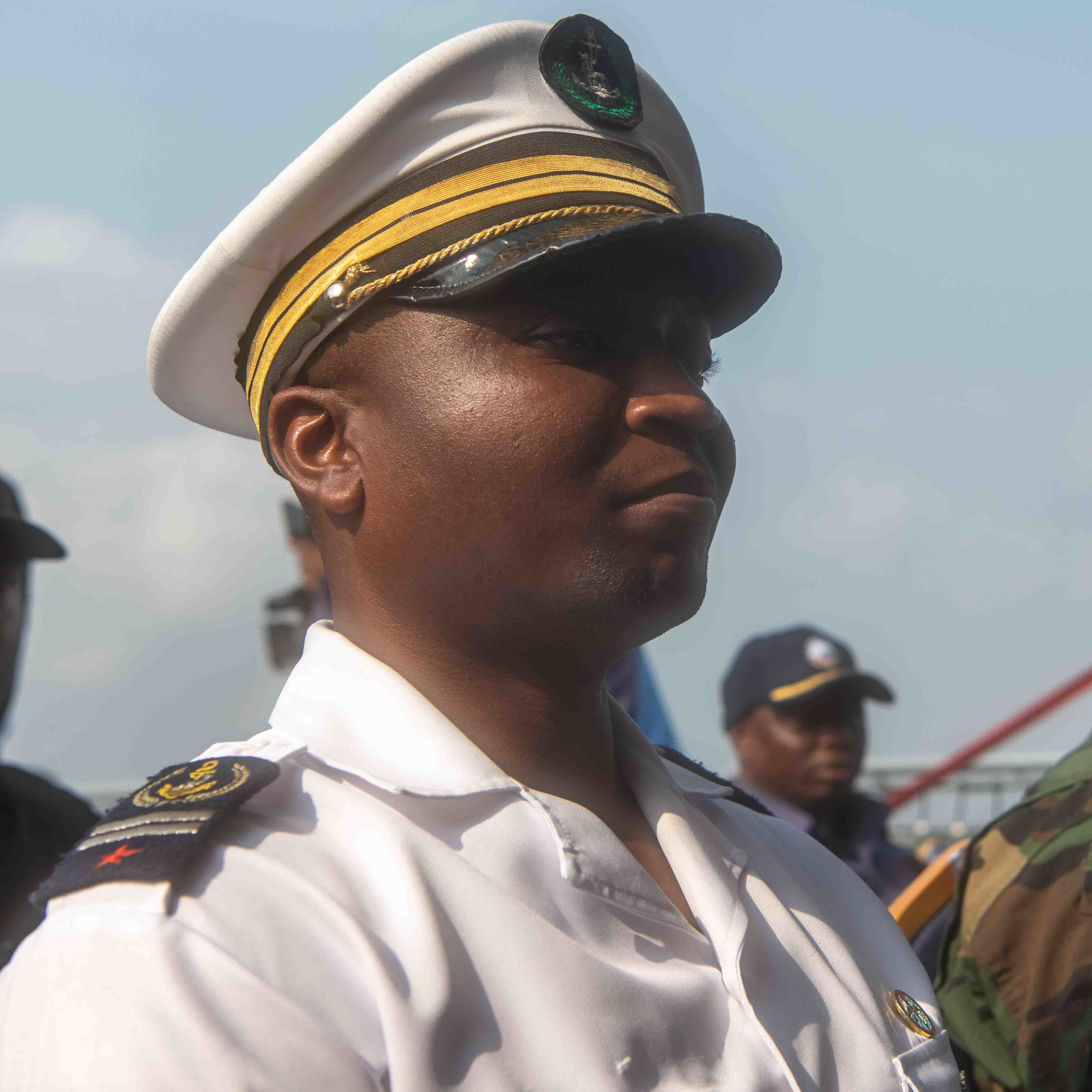
Un ufficiale navale congolese fotografato nel 2023

Parte dell'Africa Equatoriale Francese, la Repubblica del Congo ottenne l'indipendenza dalla Francia nel 1960; la storia del paese si caratterizzò subito per una successione di colpi di Stati dei militari e regimi autoritari, con un lungo periodo (1969-1992) di governo di stampo marxista-leninista alleato dell'Unione Sovietica (la Repubblica Popolare del Congo) e poi due guerre civili negli anni 1990, prima di raggiungere un periodo di stabilità sotto la presidenza di Denis Sassou Nguesso.
Con una linea costiera sul Golfo di Guinea lunga 170 chilometri da sorvegliare, cui si aggiunse poi una zona economica esclusiva ampia 31000 chilometri quadrati, le Forces Armées de la République du Congo istituirono poco dopo l'indipendenza una piccola forza navale con l'assistenza della Francia, la quale trasferì ai congolesi anche il primo naviglio in uso: una motovedetta, alcune motolance e un pugno di unità logistiche. Gli anni della Repubblica Popolare del Congo videro un'espansione delle forze navali grazie a cessioni di naviglio da parte del Blocco orientale: nel 1975 la Cina cedette tre o quattro cannoniere della classe Shanghai, piccole unità da 135 tonnellate di dislocamento armate con quattro cannoni da 37 mm, mentre nel 1979 l'Unione Sovietica fornì tre motosiluranti della classe Shershen dismesse dai ranghi della Voenno-morskoj flot seguite poi, nel 1983-1984, da tre motovedette della classe Zhuk.

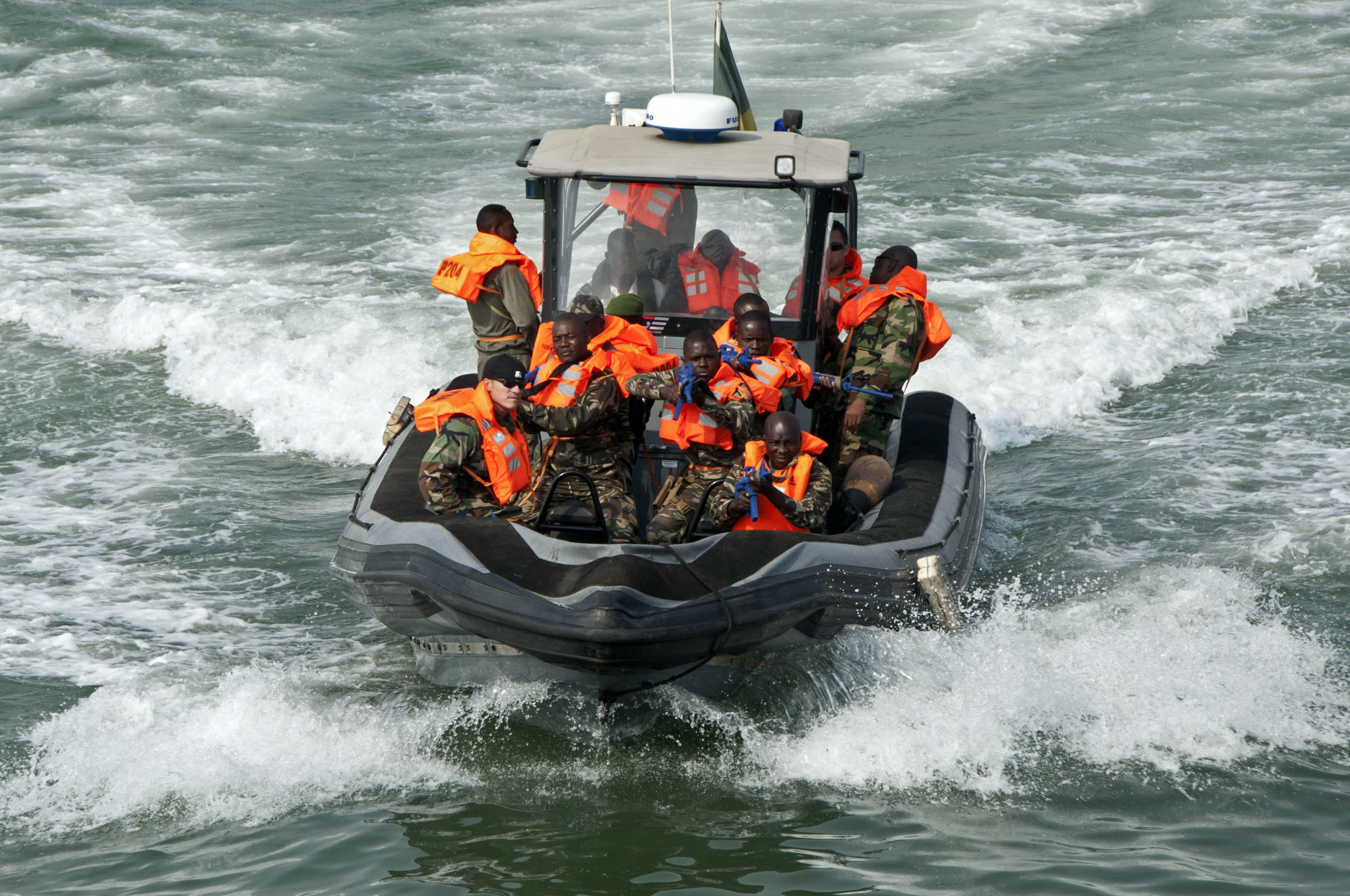
Marinai congolesi a bordo di un RHIB statunitense durante esercitazioni congiunte con la United States Navy nel 2011

Gli anni 1980 videro un progressivo riavvicinamento politico del governo di Brazzaville al Blocco occidentale, concretizzatosi nella fornitura alla Marine du Congo di naviglio proveniente da Spagna e Francia: la prima fornì tra il 1981 e il 1983 tre pattugliatori da 140 tonnellate, di nuova costruzione e armati con un Bofors 40 mm, mentre dalla seconda furono acquistate due motovedette, una piccola nave ausiliaria e un rimorchiatore. Gli sconquassi causati dalle guerre civili degli anni 1990 impedirono ulteriori acquisizioni, comportando anzi la progressiva radiazione di quasi tutto il naviglio in uso a causa di obsolescenza e mancanza di manutenzione e pezzi di ricambio. Una vera ricostruzione della Marine du Congo fu portata a termine solo tra il 2009 e il 2010, tramite l'acquisto di un complesso di nuove unità di costruzione cinese: quattro pattugliatori da 250 tonnellate, armati con un cannone da 37 mm, e quattro motovedette veloci, cui si aggiunse una mezza dozzina di naviglio minore da impiego anche fluviale.

## Struttura
Al 2022 la Marine du Congo conta circa 800 effettivi in servizio, compreso un battaglione di fanteria di marina. Oltre al quartier generale di Brazzaville, basi principali sono gli scali di Pointe-Noire sulla costa del Golfo di Guinea e di Mossaka nell'interno sul corso del fiume Congo.